# Auchenorrhyncha
Sous-ordre
Auchenorrhyncha (les Auchénorrhynques ou Auchénorrhynches) est un sous-ordre d'insectes hémiptères subdivisé en 2 infra-ordres, Cicadomorpha (comprenant entre autres les cigales) et Fulgoromorpha (comprenant les cicadelles).
Beaucoup d'Auchénorrhynques, comme beaucoup d'insectes et plus généralement d'arthropodes sont en régression (jusque dans les réserves naturelle en Europe).  

## Morphologie
- Opisthognathes
- Origine du rostre jusqu'à la tête
- Yeux composés
- 2 ocelles (Cicadoidea 3)
- Antennes 2-3 segments plus « flagelle »
- Tegma aussi sclérifiées que les alae
- Ailes repliées en toit au repos (pigmentées ou transparentes)
- 3 tarsomères
- Pattes postérieures pour sauter (sauf Cicadoidea)

## Organe du son
Cet organe possède presque la même structure chez tous les Auchenorrhyncha. Il se trouve uniquement chez les mâles, avec des exceptions cependant. Il est plus connu chez les Cicadoidea, chez qui cet organe peut émettre des sons atteignant 112 db. Mais chez de nombreuses espèces de ce groupe, le son émis n'est pas audible pour l'oreille humaine.

## Nourriture
Ces insectes piqueurs-suceurs peuvent consommer de la sève du xylème (Cercopoidea et Cicadoidea) ou du phloème (Fulgoroidea et Membracoidea).

## Reproduction
- Sexuelle, ovipare
- Rencontre d’un individu du sexe opposé grâce au « chant/vibration » spécifique
- Les œufs sont pondus dans le sol, des tiges, l’écorce ou collés contre des pierres

## Infra-ordres
Selon ITIS :
- Cicadomorpha
- Fulgoromorpha